# Travelocity

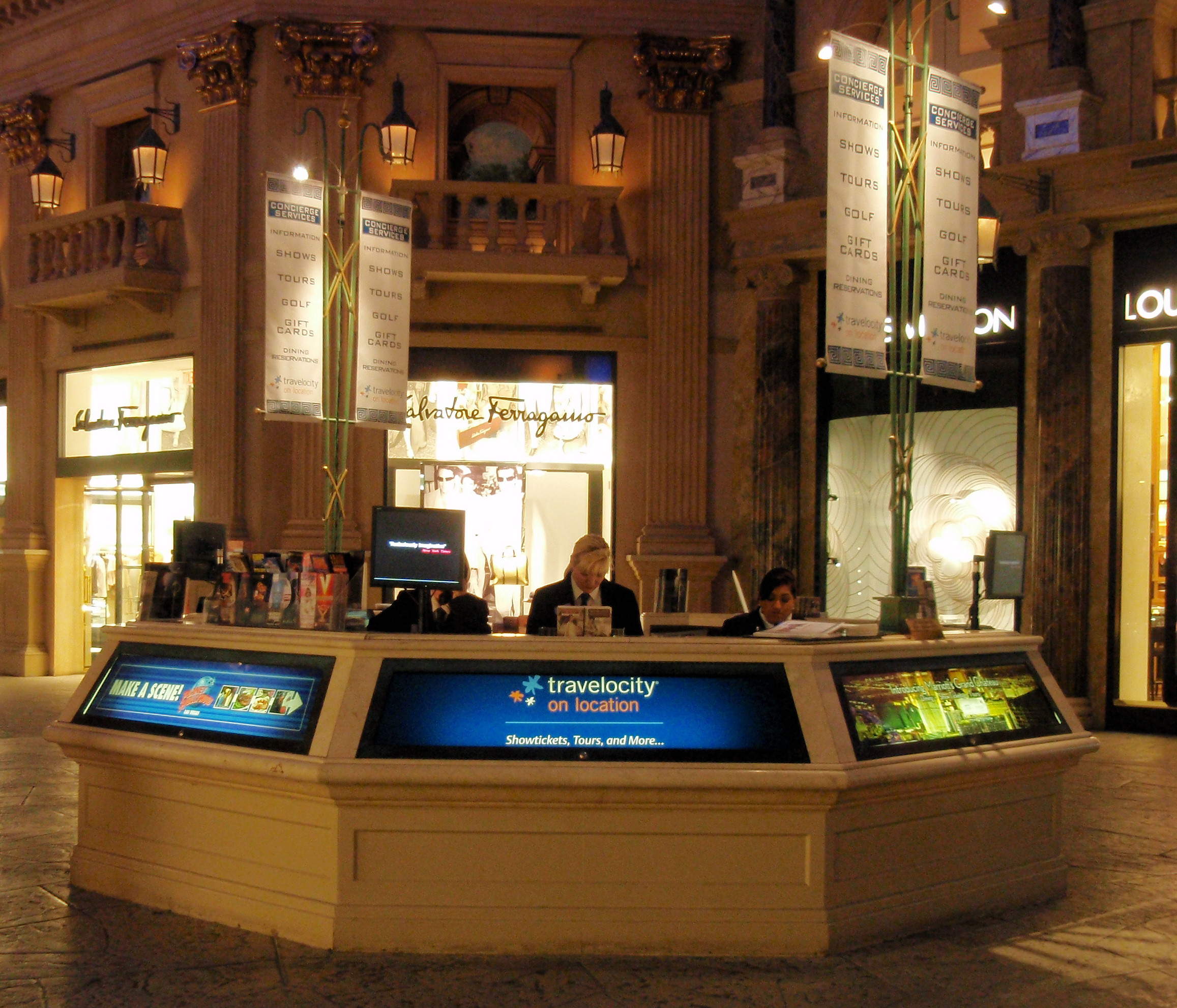
Quiosco Travelocity On Location en The Forum Shops at Caesars en Las Vegas

Travelocity es una agencia de viajes en línea operada por Travelocity.com LP. Travelocity es una subsidiaria de Sabre Holdings Corporation, cuyos accionistas son Silver Lake Partners y Texas Pacific Group desde marzo de 2007. Travelocity posee su casa central en Southlake, Texas, y oficinas en Nueva York, San Francisco y Buenos Aires.
De acuerdo a Sabre Holdings, Travelocity es la sexta agencia de viajes más grande en los Estados Unidos, y la segunda agencia en línea. Aparte del sitio minorista, Travelocity opera un servicio completo para viajes de negocios, Travelocity Business, también posee sitios de ventas minoristas en Argentina, Canadá, Alemania, Francia, los países escandinavos, México, India, Reino Unido, y como lastminute.com en Europa y Zuji en Asia. Otras marcas operadas incluyen World Choice Travel y Travelocity on Location.

## Historia
American Airlines comenzó a ofrecer el acceso a su sistema de reservas electrónicas, Sabre (Semi Automatic Business Evironment Research), a través del servicio de información de CompuServe durante la década de los 80, usando la marca "Eaasy SABRE". Más tarde, en los 90 este servicio fue extendido a America Online. Travelocity inició sus operaciones en 1996, como subsidiaria de Sabre Holdings, que a su vez era subsidiaria de American Airlines. Como uno de los sitios web pioneros en la eliminación de intermediación, Travelocity.com fue el primer sitio que permitió a los consumidores, no solamente acceder a la información de las tarifas y horarios de Sabre, sino también reservar y comprar pasajes sin la ayuda de ningún agente de viajes o intermediario.
En marzo de 2002, Travelocity adquirió el sitio especialista en ofertas de último momento Site59.com. La directora ejecutiva y fundadora de Site59, Michelle Peluso se unió a Travelocity con la adquisición como vicepresidenta.
En 2005, Travelocity adquirió lastminute.com, empresa líder en Europa.